# Bronisław Łuszczewski
Bronisław Łuszczewski (ur. 1896 , zm. 13 czerwca 1915) – ułan Legionów Polskich.

## Życiorys
Syn Antoniego, działacza niepodległościowego i właściciela majątku Osiek Mały. W 1914 zgłosił się ochotniczo do II Brygady Legionów Polskich. Służył w 2 szwadronie ułanów przy 3 pułku piechoty. Brał udział w walkach w Karpatach. Poległ 13 czerwca 1915 roku w czasie szarży pod Rokitną.
15 czerwca 1915 roku wraz z pozostałymi 14 poległymi bezpośrednio w czasie ataku żołnierzami 2 Szwadronu został uroczyście pochowany na cmentarzu w Rarańczy. 
17 maja 1922 roku Naczelnik Państwa i Naczelny Wódz nadał mu pośmiertnie Krzyż Srebrny Orderu Wojskowego Virtuti Militari (krzyż numer 6006).
W lutym 1923 roku zwłoki ułanów ekshumowano i uroczyście przewieziono na cmentarz Rakowicki w Krakowie. 26 lutego odbył się uroczysty pogrzeb. Generał broni Stanisław Szeptycki, w imieniu Józefa Piłsudskiego, udekorował trumny ułanów przyznanymi im pośmiertnie orderami.